# Cecilia Gagliardi
Cecilia Gagliardi (Roma, 1881 – ...) è stata un soprano italiano.

## Biografia
Fu diretta da Arturo Toscanini nel Requiem a Roma e in Ariane a Buenos Aires, quando dovette sostituire Margarete Matzenauer nel ruolo della protagonista. Nell'interpretare Abigaille nel Nabucco si fece apprezzare per la sua voce solida e potente, dal gran temperamento drammatico.
Al Colón di Buenos Aires la troviamo in Un ballo in maschera e in Loreley, mentre al Real di Madrid apparve nell'Aida. Al Teatro dell'Opera di Roma invece bissò nell'Aida (1908 e 1911), per poi apparire ne Il Principe di Zilah (1908-09), La damnation de Faust (1908-09), Macbeth (1911), Nabucco (1915-16) e Paolo e Francesca (1911). Nei suoi anni nell'Urbe condivise la scena con artisti del calibro di Hariclea Darclée, Luisa Garibaldi, Emma Carelli, Titta Ruffo e Alessandro Bonci.
Con la compagnia dell'impresario Guglielmo La Rosa si esibì in Brasile assieme a Gemma Bellincioni, Felix Dereyne, Amedea Santarelli, Giuseppina Bevignani e Virginia Guerrini, tra gli altri. Nel 1912 riscosse un gran successo nell'Aida a Filadelfia.